# مادادنیا
مادادنیا (به لاتین: Madadeniya) یک منطقهٔ مسکونی در سری‌لانکا است که در استان مرکزی (سری‌لانکا) واقع شده‌است.